# Бобро Наталія Сергіївна
Наталія Сергіївна Бобро (англ. Natalia Sergiivna Bobro; нар. 8 серпня 1984, Харків) — українська підприємиця, науковиця, директорка цифрового департаменту у ПВНЗ «Європейський Університет». Генеральна директорка та засновниця «Edutechmant», «ETM Global» і «Release Education».
Керівниця «Noosphere Laboratory», членкиня експертної групи МОН України, яка працювала над внесенням змін до Закону України «Про позашкільну освіту».

## Життєпис
Наталія Бобро народилася в Харкові.
Батько, Сергій Миколайович Бобро, за професією водій. Мати, Тетяна Володимирівна Бобро — інженерка. З самого дитинства, вони прикладом свого шлюбу (2023 року відзначили 40-річчя), прищепили доньці сімейні цінності. Батьки завжди підтримували Наталію в усіх справах і приділяли багато часу її вихованню.
З дитинства Наталія виявляла інтерес до математики та хореографії, і її життєвий шлях тісно пов'язаний із цими галузями.

## Освіта
2000 – отримала повну середню освіту у НВК № 96 з відзнакою, де мала особливі досягнення в математиці. Паралельно здобула музичну, за класом фортепіано, та художню освіту. З 9 років почала займатися хореографією та відвідувала додаткові секції для усебічного розвитку.
Бувши учасницею танцювального колективу «Росинка», Наталія брала участь у багатьох міжнародних турнірах і змаганнях.
2000 — вступила одночасно до двох вищих навчальних закладів. Враховуючи виняткові математичні здібності, вона обрала безкоштовне навчання на економічному факультеті Харківського національного університету ім. В. М. Каразіна за спеціальністю «Менеджмент організацій». Одночасно була прийнята до Харківської державної академії культури на напрямок «Сучасна хореографія». Під час здобуття вищої освіти, керує танцювальним колективом «Мрія» («Fantasy»).
2006 — вступила до Київського національного університету культури і мистецтв, де 2007 року закінчує факультет «Режисури та хореографії» та отримує ступінь «Магістр».
2017 — навчається в Європейському університеті, захищає вчене звання «Кандидат економічних наук» і продовжує свою наукову діяльність на докторантурі.
2022 — вступає до академії WSM University (Польща) для здобуття ступеня «Магістр» з менеджменту, паралельно розпочинаючи навчання в Європейському університеті на факультеті комп'ютерних наук та маркетингу.

## Кар'єра

### Європейський університет
2011-2022 — робота в Європейському університеті. Протягом цього часу Бобро осучаснила та вдосконалила робочий процес. 2011 року за її подання було створено Інститут шоу-бізнесу при Європейському університеті, випускники якого успішно представляють університет у міжнародних змаганнях. Починаючи з 2018 року, обіймає посаду директорки цифрового департаменту в ПВНЗ «Європейський університет».
У ПВНЗ «Європейський університет» реалізується безперервна система освіти. Його структура включає: дитячий садок, школу, ліцей, бізнес-коледж, університет та докторантуру.
2022 — є керівницею наукової лабораторії Ноосфери та Штучного Інтелекту (NooLab) при Європейському університеті. 

## Лабораторія NooLab & AI
NooLab & AI – це науковий центр, що спеціалізується на дослідженні ноосфери та розробці штучного інтелекту. Основна мета лабораторії — вивчення розвитку свідомості та впливу новітніх технологій на суспільство. Серед основних напрямів роботи — взаємодія людини з комп'ютером, технології штучного інтелекту, цифрова етика та наукове передбачення. Ноосфера, концепція, описана українським вченим В.І. Вернадським, передбачає перехід біосфери до нового стану під впливом людського інтелекту.  
Лабораторія прагне створити «новий світ» з «новими людьми», розвиваючи концепцію «інтелектуальної особистості», яка використовує технології для довгострокового планування та розвитку свого потенціалу. Робота лабораторії підкреслює особливий акцент на нейронних мережах та прогнозуванні як інструментах для формування суспільства майбутнього.
Лабораторія організовує освітні заходи та конференції, включаючи участь у Давосі та співпрацю з іншими науковими спільнотами. Крім того, вона підтримує студентів і науковців, пропонуючи можливості для досліджень і стажувань, сприяючи розвитку цифрової освіти та інновацій. Директором лабораторії є Наталія Бобро, директор Діджитал Департаменту Європейського Університету.

### Academia WSB University
Academia WSB University є вищим навчальним закладом, що реалізує програму «Подвійний диплом» у співпраці з ПВНЗ Європейський університет.
Починаючи з 2018 — працює в Academia WSB University. Протягом цього періоду розробила та впровадила цифрову концепцію та стратегії компанії, автоматизувала всі робочі процеси.
Наталія Бобро спеціалізувалася на управлінні даними, аналітиці, оптимізації операційних процесів та інформаційних потоків.
Вона успішно керувала вступною кампанією, використовуючи цифрову рекламу, та впроваджувала онлайновий відділ продажів та маркетингу.

### ETM
2007 – створена компанія ETM, яка займається консалтингом і цифровим маркетингом (Edutechmant), автоматизацією бізнес-процесів (ETM CRM) та дослідженням інноваційних технологій (ETM Global).

#### Рекламний холдинг «Мегаполіс».
2010 — брала участь у запуску виробництва морозива «Валь-де-валь».
2012—2018 — обіймала посаду генеральної директорки та співзасновниці компанії «Place Worlds». Керувала операційною командою та вивела успішну маркетингову стратегію та рекламну кампанію.
2017—2019 — виконувала обов'язки головного технологічного директора у компанії «Megapolis Advertising Holding». Під її керівництвом була розроблена та впроваджена цифрова стратегія для відділу, що відповідає за світлодіодні екрани та брандмауери. Також, Наталія організувала роботу відділу по цих напрямах, успішно проводила тендери на закупівлю технічного обладнання та виконувала оцінку якості обладнання для світлодіодних екранів. За цей період відділ зріс на 80 % прибутку щорічно.
2018 — виступала керівною партнеркою у спортивному комплексі «City Resort Tsarsky» та заснувала дитячий клуб «Tsarsky».
2020 — стала співзасновницею виробництва заморожених пирогів «З іншого тіста».
2021 — обіймала посаду директорки з маркетингу в онлайновій крамниці «Kids Dream».

### Release Education
2007 — Наталія Бобро створила студію розвитку «Release Education», створена компанія ETM, яка займається консалтингом і цифровим маркетингом (Edutechmant), автоматизацією бізнес-процесів (ETM CRM) та дослідженням інноваційних технологій (ETM Global).
2010 — відкрила академію «Release» на Мальті.
2011 — «Release Dance Complex» відкрився по всій мережі фітнес-центрів «Sport Life» в Україні.
2007-2019 — протягом 12 років на посаді генеральної директорки «Release Education», вона розвинула цей проєкт у глобальних масштабах. Наталія також заснувала мережу центрів та займалася реалізацією франшизи.
Бренд «Release» отримав визнання маркетингової премії «Effie Awards».
У цей проєкт Бобро успішно залучила високопрофесійних викладачів, тренерів і послів, включно з олімпійськими чемпіонами, чемпіонами світу й Європи, та медійних особистостей.
Додатково впровадила потужну матеріально-технічну базу та інноваційні методики проведення занять. Розробила власну CRM-систему для автоматизації робочих процесів та створила мобільний додаток.
2015 — заснувала дитячий садочок «Mr. Leader». 2018 року керувала партнером у Новопечерській школі та відкрила «Release Education» у даному навчальному закладі.